# Poteau funéraire

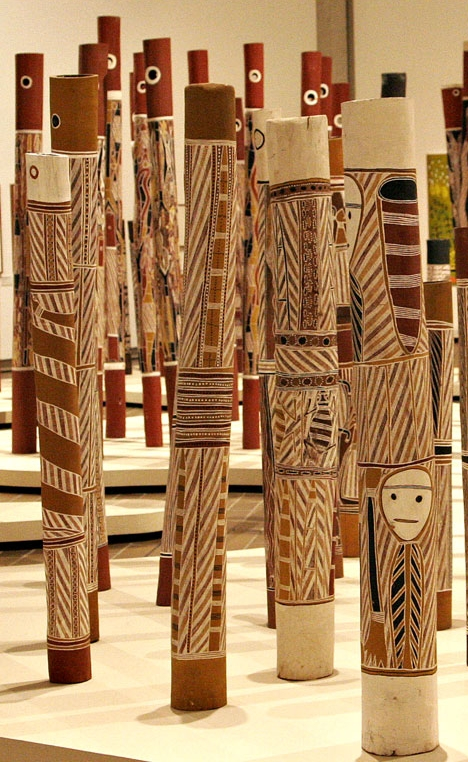
Poteaux funéraires à la Galerie nationale d'Australie.

Un poteau funéraire (en anglais : memorial pole), lorrkkon, ḻarrakitj ou ḏupun, est un tronc d'arbre creux décoré de motifs élaborés, fabriqué par les peuples Yolngu et Bininj (en) de la Terre d'Arnhem, dans le Territoire du Nord de l'Australie. Destiné traditionnellement à contenir les ossements d'une personne et aux rites funéraires, il s'agit dorénavant d’une pure création artistique. L'exposition permanente Mémorial aborigène de la Galerie nationale d'Australie présente 200 œuvres, créées par 43 artistes.

## Terminologie
Les poteaux sont diversement connus sous le nom de lorrkkon (en bininj kunwok (en), dans l'ouest de la Terre d'Arnhem), ḻarrakitj (dans l'est), ou ḏupun par le peuple Yolngu. Ces noms dérivent du nom de la cérémonie funéraire, également diversement appelée djalumbu, badurru, mudukundja, mululu et larajeje.
Les termes anglais les plus utilisés sont hollow log coffins (cercueils en bois creux), burial pole (poteau funéraire) et memorial pole,.

## Description et usage
Les cercueils en bois creux varient en taille : ceux qui sont fabriqués pour une cérémonie d'enterrement sont grands, tandis que les rondins plus petits peuvent contenir les os d'une personne (comme les ossuaires), qui seront conservés par la famille pendant un certain temps. Ils peuvent également représenter la personne décédée, avec des motifs reflétant ceux peints sur le corps pendant les rites funéraires. Parfois, il y a un petit trou peint ou sculpté près du sommet, prévu pour permettre à l'âme du défunt de regarder la terre. Traditionnellement, il est taillé dans le stringybark Eucalyptus tetrodonta, déjà naturellement creusé par les termites,,.
Les poteaux sont peints en utilisant des pigments naturels de la terre avec des motifs élaborés et complexes, qui se rapportent au clan du défunt, et sont censés aider à guider l'âme vers sa maison, où les esprits et les ancêtres la reconnaîtront,. Les motifs se rapportent à l'identité ancestrale, et relient parfois des groupes liés aux mêmes êtres ancestraux. Les motifs sont remplis de hachures, dans une forme connue sous le nom de rarrk. En tant qu'œuvres d'art, ils célèbrent les ancêtres et l'ancienne sagesse culturelle, tout en servant de support pour les dessins des artistes. Les cérémonies funéraires sont associées à une célébration de la vie, et les motifs représentent l'identité et le lien avec le pays (la terre aborigène). « Les peintures sont utilisées dans les rituels parce qu'elles sont des objets significatifs ; ce sont des dessins ancestraux spirituellement puissants qui sont la propriété des clans et qui stockent des informations sur les événements ancestraux. »

« La surface extérieure des choses cache ce qui est à l'intérieur. Je veux partager ce qui est caché. En Yolŋu, comprendre la vie de l'esprit est un cercle. Le larrakitj est un cercle. Nous sommes à la recherche de notre identité et nous cherchons autour et autour jusqu'à ce que nous trouvions notre destin et nous allons directement à ce cercle et le rejoindre et devenir une partie de la famille. »

— Wukun Wanambi, peintre sur écorce et poteau funéraire.
Les femmes Yolngu n'étaient pas autorisées à illustrer les thèmes sacrés sur les larrakitj (ou peinture sur écorce) jusqu'en 1970 — notamment avec Dhuwarrwarr Marika —, mais depuis, de nombreuses femmes se sont lancées dans cette pratique.
Les aînés ont soutenu la création de poteaux funéraires en tant qu'œuvres d'art. Le Buku-Larrnggay Mulka Centre (en) produit des poteaux pour les vendre à l'international.

« Nous avons utilisé le larrakitj comme un cercueil mais maintenant, au lieu de le creuser dans le sol, nous voulons le montrer comme un art. Nous croyons que l'esprit voyage à travers l'eau et retourne à sa source, puis renaît à nouveau. Le corps se dissout et les os retournent à la terre lorsque le larrakitj se décompose. Cela fait longtemps que je veux partager cette compréhension avec les non-autochtones. Pour leur montrer ce qu'il y a à l'intérieur. Dans le larrakitj. Dans notre destin. Dans nos cœurs. »

— Wukun Wanambi, peintre sur écorce et poteau funéraire.

## Expositions notables

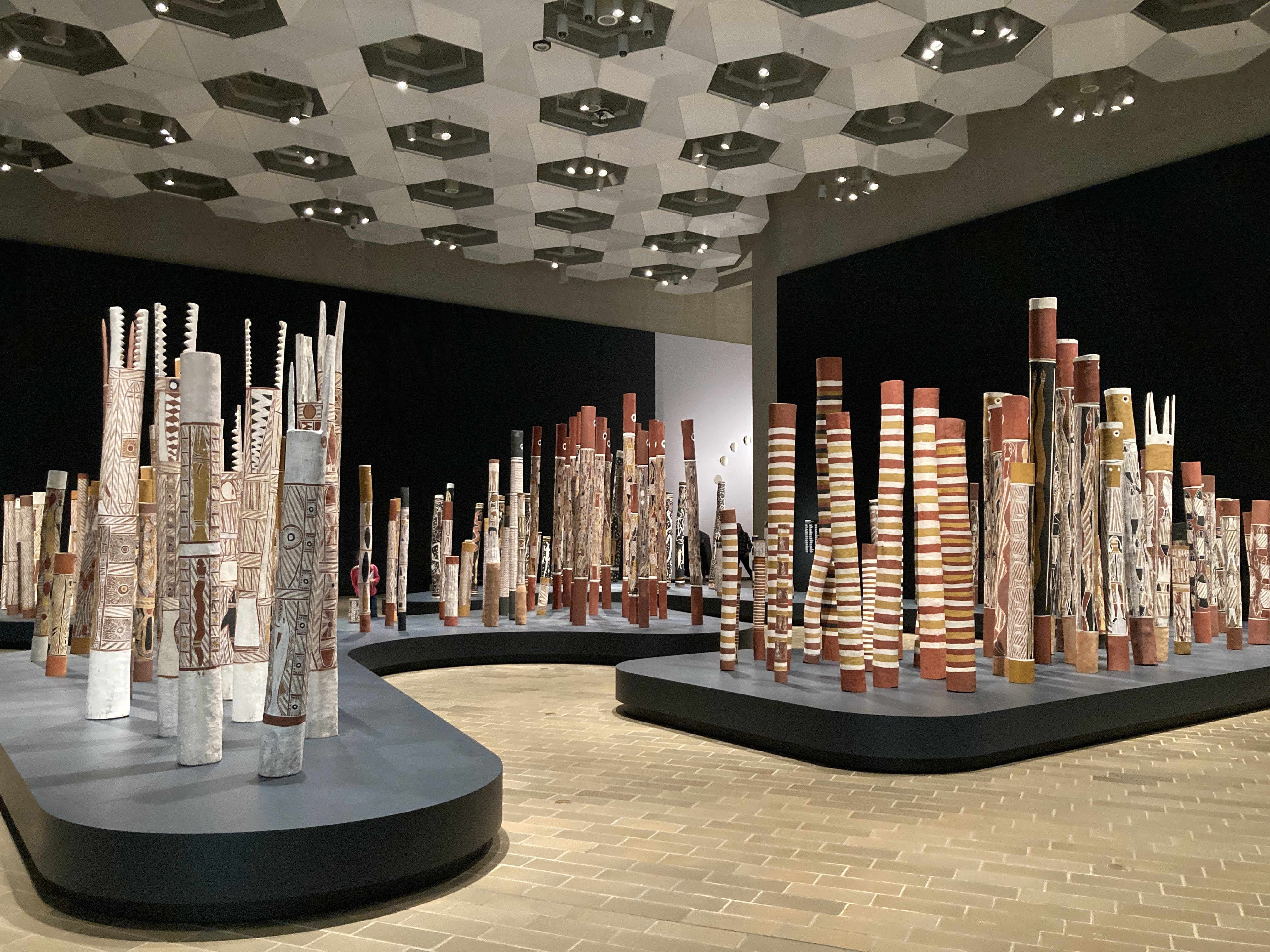
Mémorial aborigène à la Galerie nationale d'Australie.

Les poteaux funéraires sont parfois exposés comme des œuvres d'art individuelles, ou regroupés, généralement selon les règles de clan, de moitiés et de parenté des Yolngu.
La Galerie nationale d'Australie à Canberra possède une installation permanente créée à l'origine en 1988 appelée Mémorial aborigène, composée de 200 poteaux funéraires provenant de la Terre d'Arnhem centrale. Elle est destinée à commémorer tous les Aborigènes d'Australie qui sont morts en défendant leur terre depuis la colonisation de l'Australie en 1788, et a été conçue pour être exposée au public. Un chemin traverse l'installation, représentant le cours de l'estuaire de la rivière Glyde, qui traverse le marais d'Arafura (en) avant d'atteindre la mer. L'exposition, qui a été créée par 43 artistes de Ramingining, a été déplacée vers un nouvel emplacement bien en vue dans la galerie en juin 2022,.
En 2014, l'œuvre de Wukun Wanambi, qui se concentre sur le larritj, a été exposé au British Museum.
En 2020, le Fralin Museum of Art (en) et la Kluge-Ruhe Aboriginal Art Collection (en) (tous deux appartenant à l'université de Virginie) ont présenté conjointement une exposition intitulée « Inside World : Contemporary Aboriginal Australian Memorial Poles », à Charlottesville (États-Unis). L'exposition comprenait les œuvres de John Mawurndjul (en), Djambawa Marawili, Gabriel Maralngurra (en) et Joe Guymala (en). Cette exposition a augmenté la demande pour les mâts dans le monde de l'art.
Il existe une « forêt » de larrakitj dans l'aile « Elder » de la Galerie d'art d'Australie-Méridionale à Adélaïde, qui comprend des œuvres de Gulumbu Yunupingu et de Nawurapu Wunungmurra. Les larrakitj de Wunungmurra ont été présentés au festival d'art Tarnanthi (en) en 2017-2018.
En mai 2021, deux poteaux funéraires ont été érigés à l'Université nationale australienne de Canberra, pour commémorer la restitution de plus de 200 échantillons de sang au peuple Galiwin'ku (en), prélevés sans consentement et rendus 50 ans plus tard en 2019.
Des larrikitj, peintures sur écorce, et d'autres œuvres réalisées par un certain nombre de femmes artistes de Buku, dont les sœurs Nancy Gaymala Yunupingu (en), Gulumbu Yunupingu, Barrupu Yunupingu, Nyapanyapa Yunupingu (en) et Eunice Djerrkngu Yunupingu ; Dhuwarrwarr Marika ; Malaluba Gumana (en) ; Naminapu Maymuru-White ; Nonggirrnga Marawili ; Dhambit Mununggurr (en) et Margaret Wirrpanda (en) ont fait partie d'une exposition organisée de décembre 2021 à avril 2022 au Musée national du Victoria (Melbourne), intitulée « Bark Ladies: Eleven Artists from Yirrkala »,.